# Theodor Leupold
Theodor Leupold (nascido em Zittau) foi um ciclista de pista alemão, que participou nos Jogos Olímpicos de Atenas 1896.
Leupold competiu nas corridas de 333 metros e 100 quilômetros. Ele terminou em quinto lugar nos 333 metros em 27,0 segundos, mas junto com outros dois ciclistas. Nos 100 quilômetros, foi um dos sete que não finalizou a prova.